# Sicalis flaveola pelzelni
El jilguero argentino o dorado (Sicalis flaveola pelzelni) es una de las cinco subespecies de Sicalis flaveola, perteneciente a la familia Thraupidae.
El macho es de un color amarillo    oliváceo por todo el cuerpo, el color oliváceo de las alas y dorso es más oscuro que el del resto del cuerpo, las hembras y los ejemplares jóvenes presentan un color grisáceo con estrías por todo el cuerpo, los juveniles machos empezaran a tomar el color amarillo a partir de la primera muda, pasaran por tres mudas antes de adquirir el plumaje del macho adulto por completo.
Nidifica en grietas y huecos de troncos, también aprovecha con frecuencia los nidos abandonados del hornero (Furnarius rufus), en la época reproductiva los machos se tornan muy territoriales y si algún ave se acerca a su nido suelen atacarla, incluso aves con mayor tamaño.

## Comportamiento
En invierno, fuera de la época reproductiva forma bandadas de hasta cuarenta ejemplares de su misma especie, juntos recorren pastizales y arboledas en busca de semillas, pequeños frutos y larvas de insectos. En la época reproductiva, que empieza a fines del mes de agosto y termina a principios del mes de marzo, el macho comienza a dispersarse de la bandada, atrayendo a su hembra a través de sus melodiosos cantos, que le sirven además para determinar su territorio, el cual defiende con coraje, siendo común verlo enfrentar a especies de aves con mayor tamaño, echándolas del lugar.
Suele anidar en los huecos de las plantas, nidos de leñatero, nidos de hornero y hasta en nidos de cotorra. Su hembra pone hasta cinco huevos verde pálido con manchas pardas y grises distribuidas por toda la superficie, que ella misma incuba, para luego, contar con la ayuda del macho en la crianza de sus polluelos.

## Alimentación
Se alimenta de semillas de pastos silvestres, gusanos, hierbas y de pequeñas rocas que busca en el suelo para proveerse de minerales.

## Distribución geográfica y hábitat
Se distribuye por Argentina, Uruguay y Rio Grande do Sul. Habita en campos abiertos, pastizales, arboledas y también está adaptado a ambientes urbanos y suburbanos.
Tanto en el Sur de Brasil, como en el este de Paraguay, norte de Uruguay, y en el norte de Argentina comparte su distribución con la subespecie sicalis flaveola brasiliensis con la cual puede reproducirse.

## Vida en cautiverio
Es cotizado como ave de jaula por su bello canto y aspecto. Se adapta bastante bien a la cautividad. La reproducción del jilguero argentino no presenta demasiadas complicaciones debido a ser un pájaro con la capacidad de adaptarse a distintos ambientes. Numerosas son las asociaciones de jilguericultores en donde se pueden obtener los métodos y condiciones adecuadas para que la reproducción sea exitosa, como así también consejos para conseguir ejemplares de buena postura y canto. Tratar de no tener dos machos juntos en una misma jaula ya que se pueden pelear hasta que uno de ellos muera.
Su alimentación debe estar basada en mezcla de semillas como mijo, alpiste, arroz, moha, colza o nabo, avena pelada, girasol triturado y conchilla, en el caso de las frutas y verduras gusta de achicoria, lechuga, diente de león, pepino, radicha, radicheta, manzana, naranja, pera, etc. Es importante proveerlo de polivitamínicos en el agua de beber y pastones a base de huevo.

## Galería de imágenes

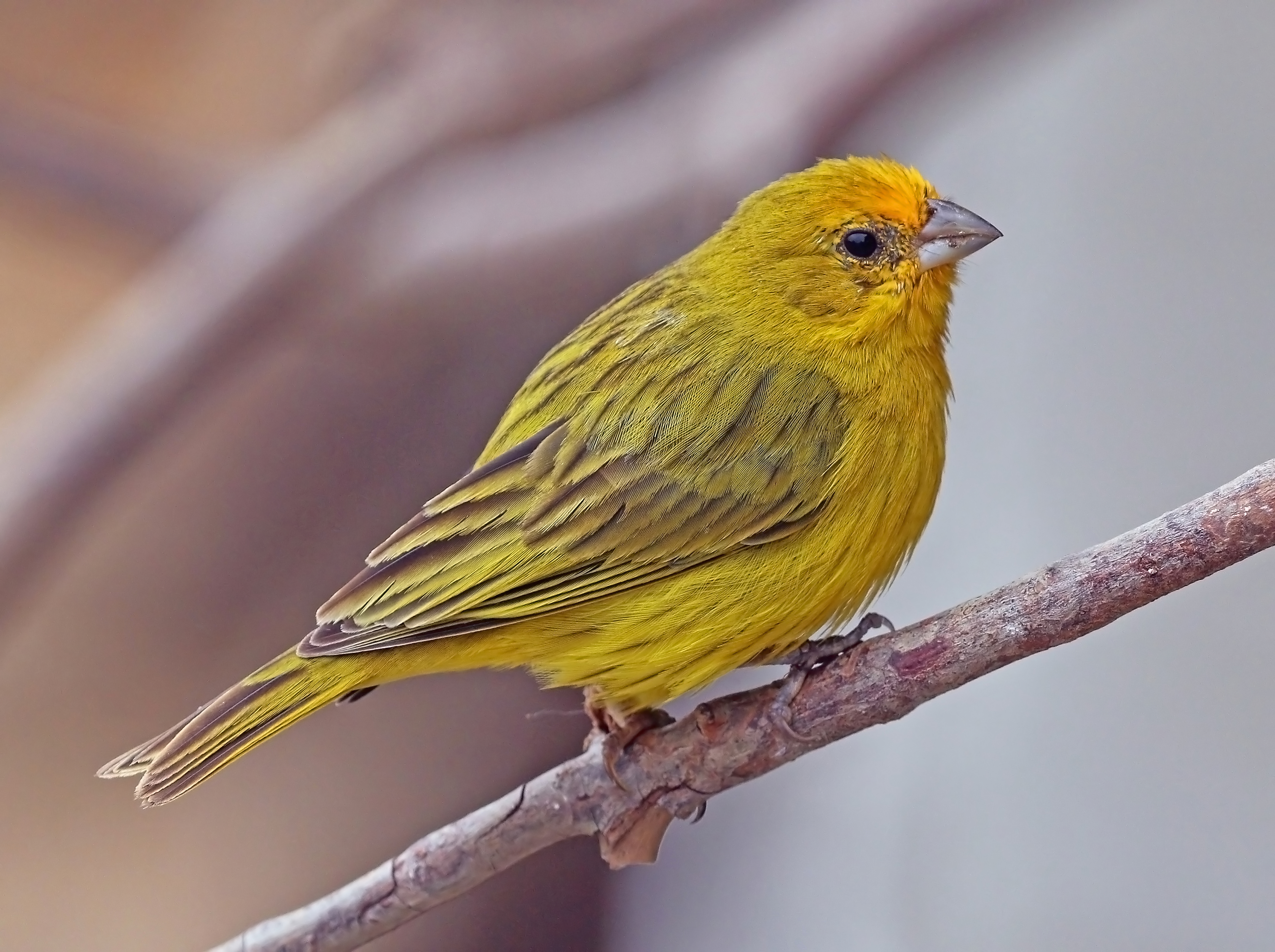
Macho adulto de la subespecie en cuestión, en el sur de Brasil.
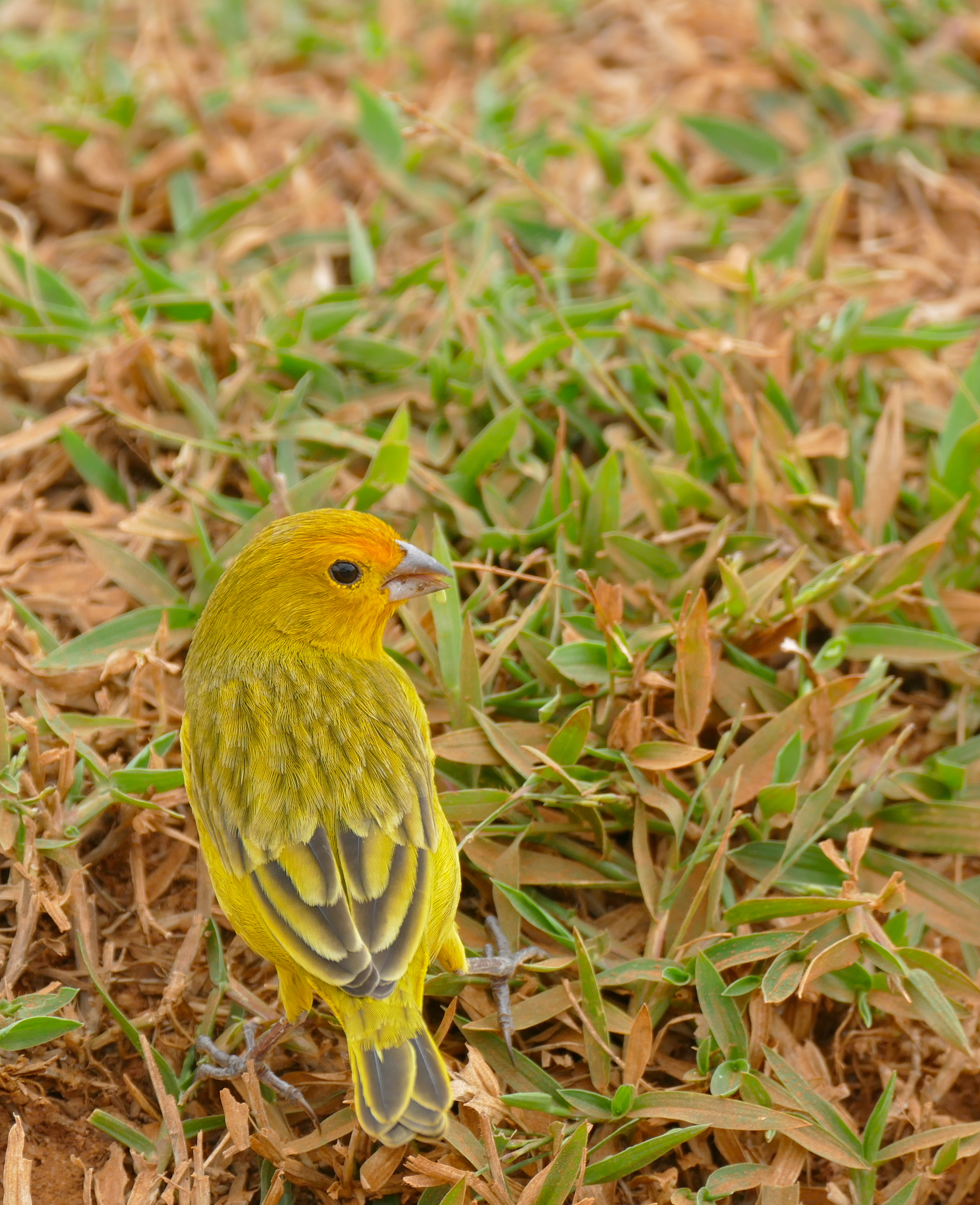
Macho pelzelni, Mato Grosso, Brasil.
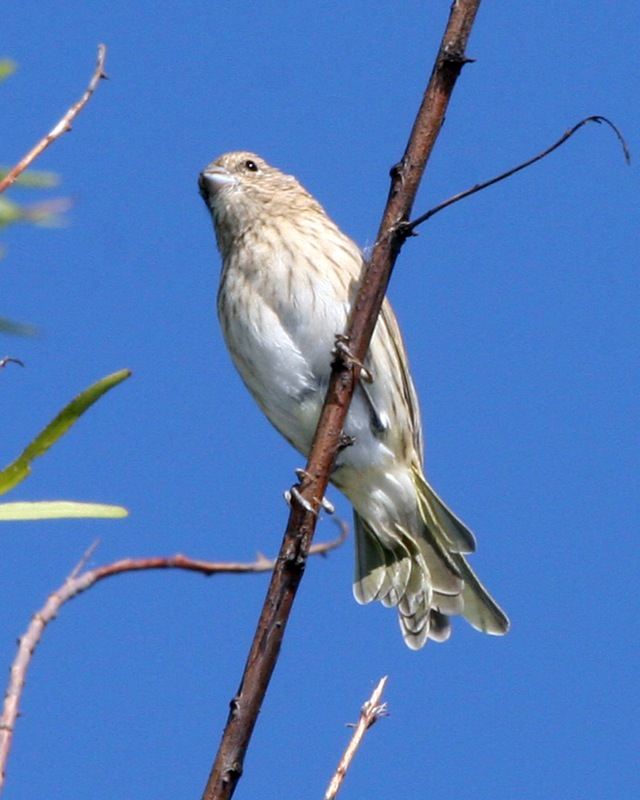
Hembra pelzelni en Costanera, Buenos Aires, Argentina.
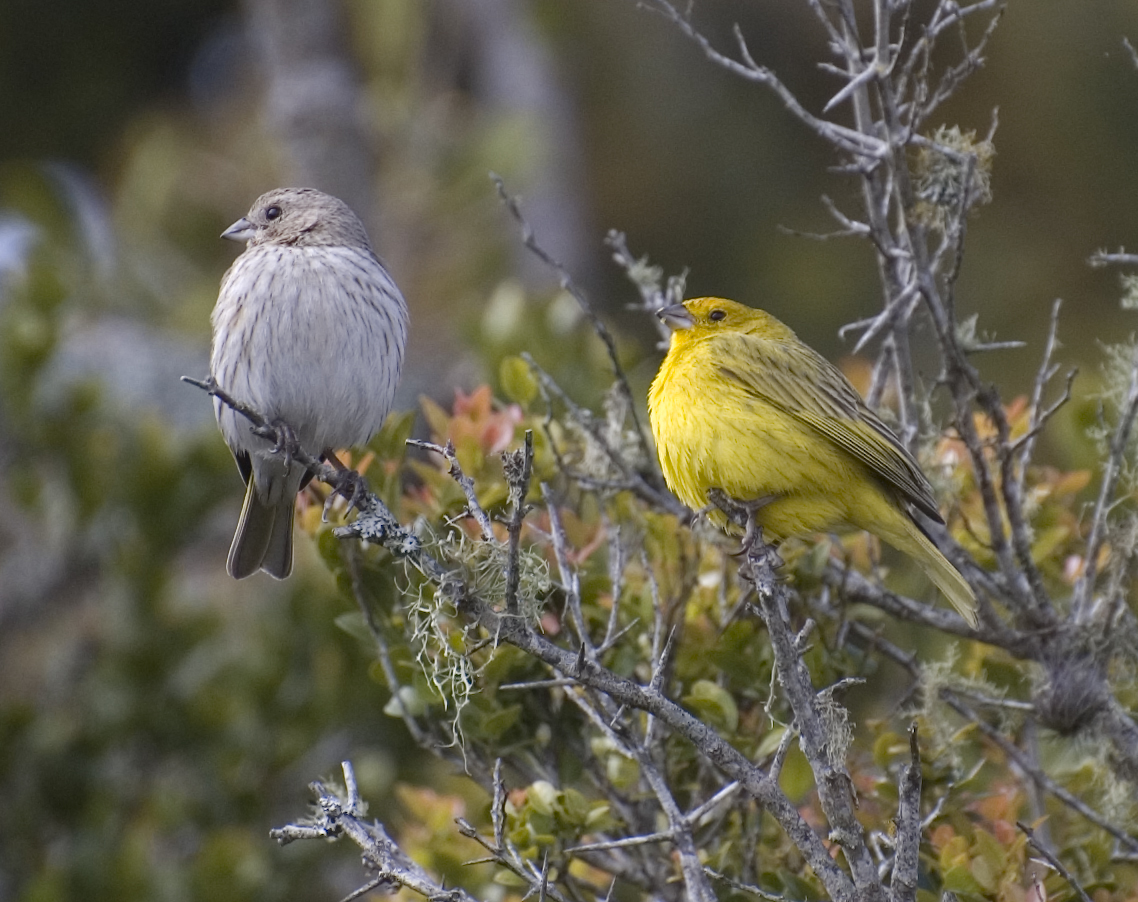
Pareja de sicalis flaveola pelzelni en Uruguay.
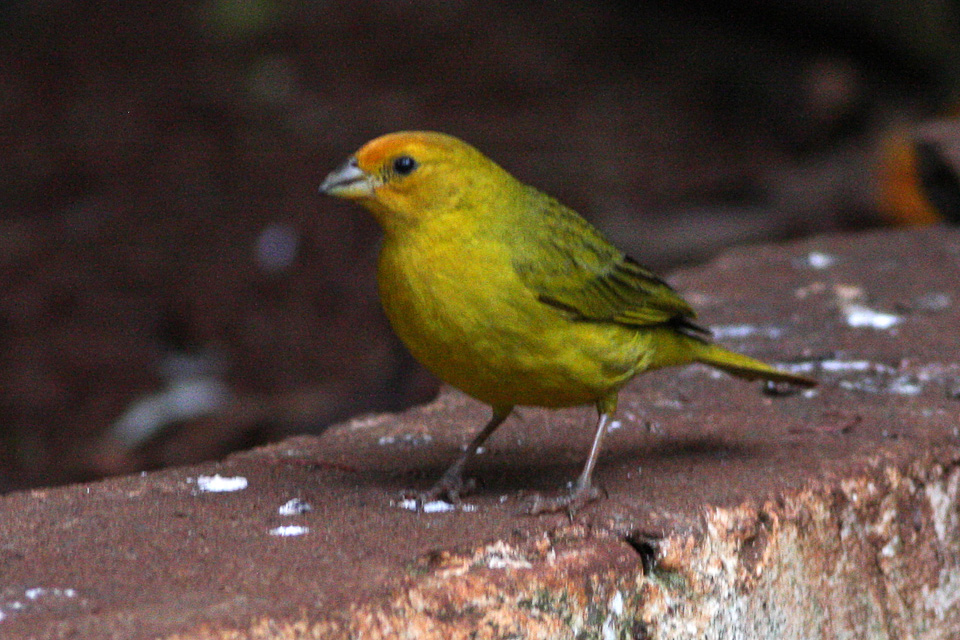
Macho sicalis flaveola pelzelni en Iguazú, Misiones, Argentina.
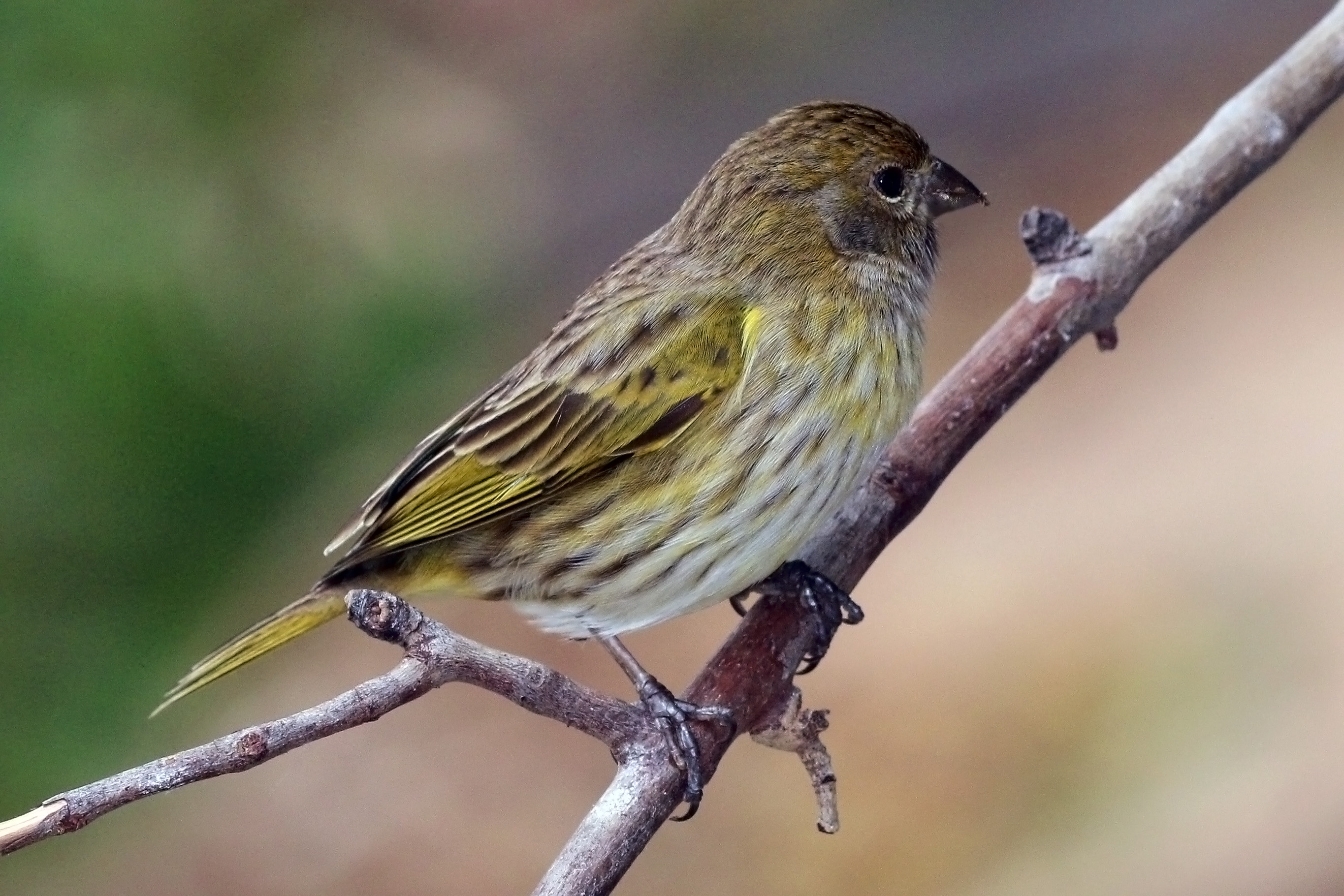
Macho juvenil, probablemente pelzelni, en el Pantanal, Mato Grosso del Sur, Brasil.
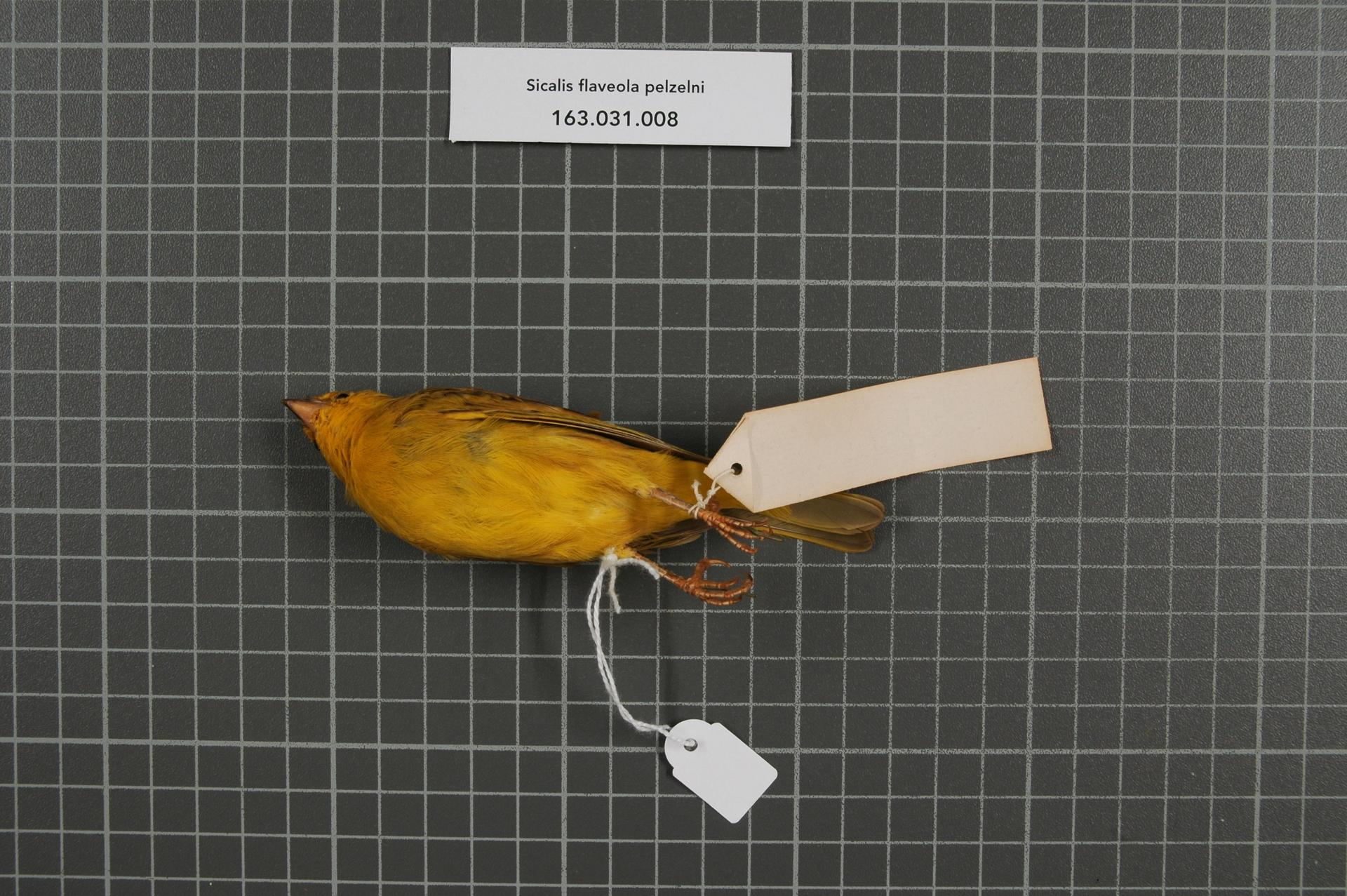
Ejemplar pelzelni de museo.
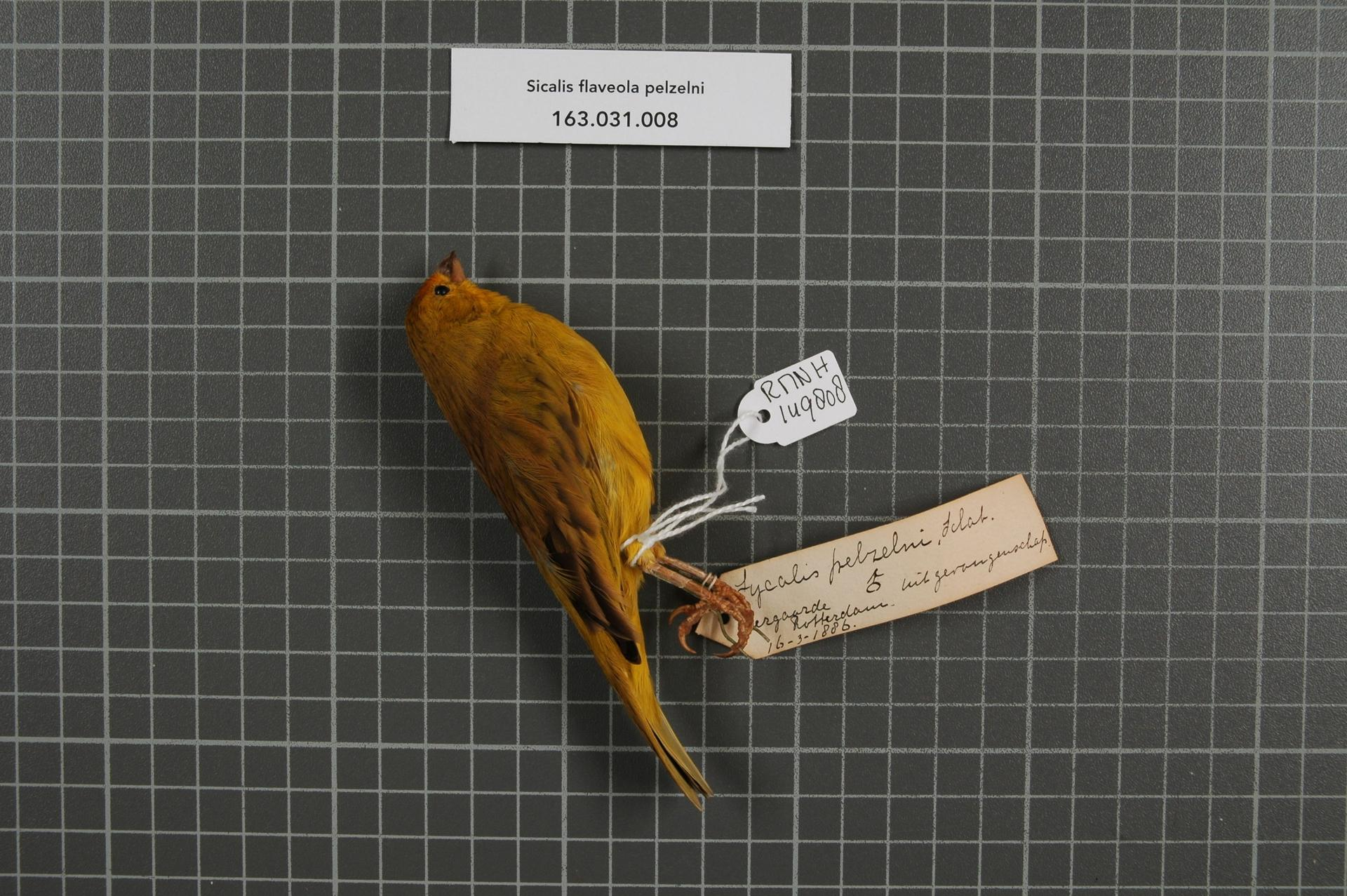
Ejemplar pelzelni de museo.
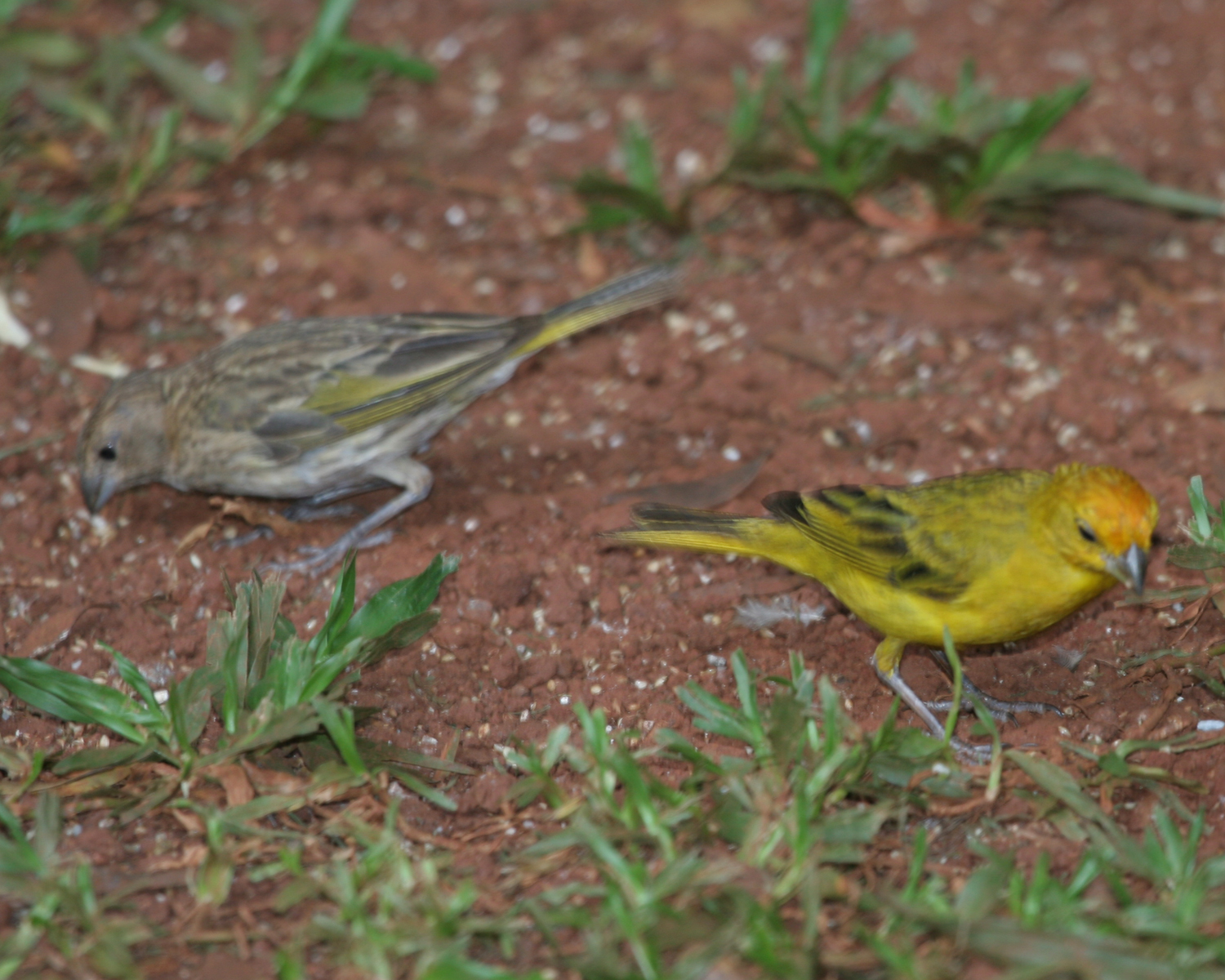
Pareja de sicalis flaveola pelzelni en Iguazú, Misiones, Argentina.
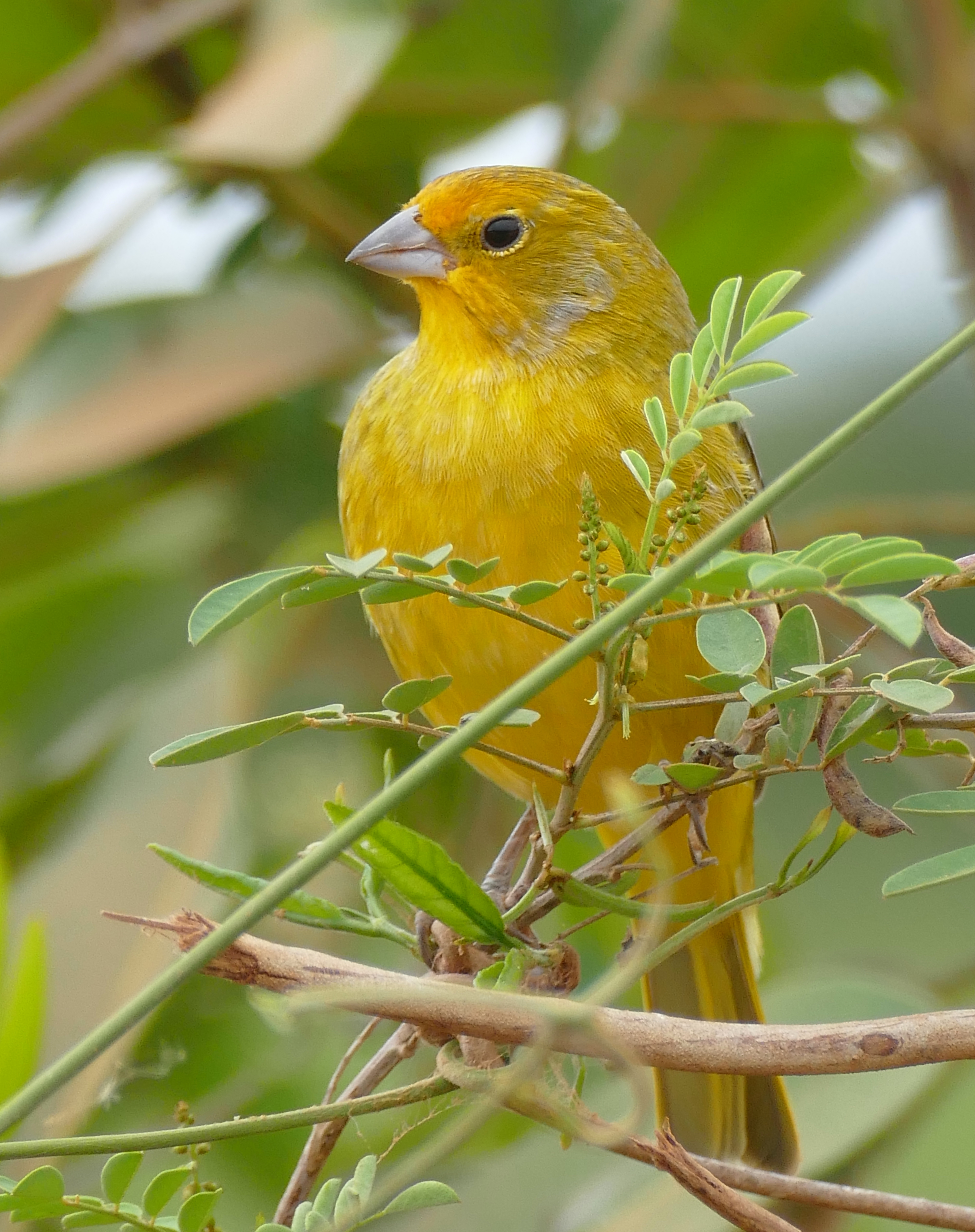
Macho pelzelni en el Pantanal de Brasil.
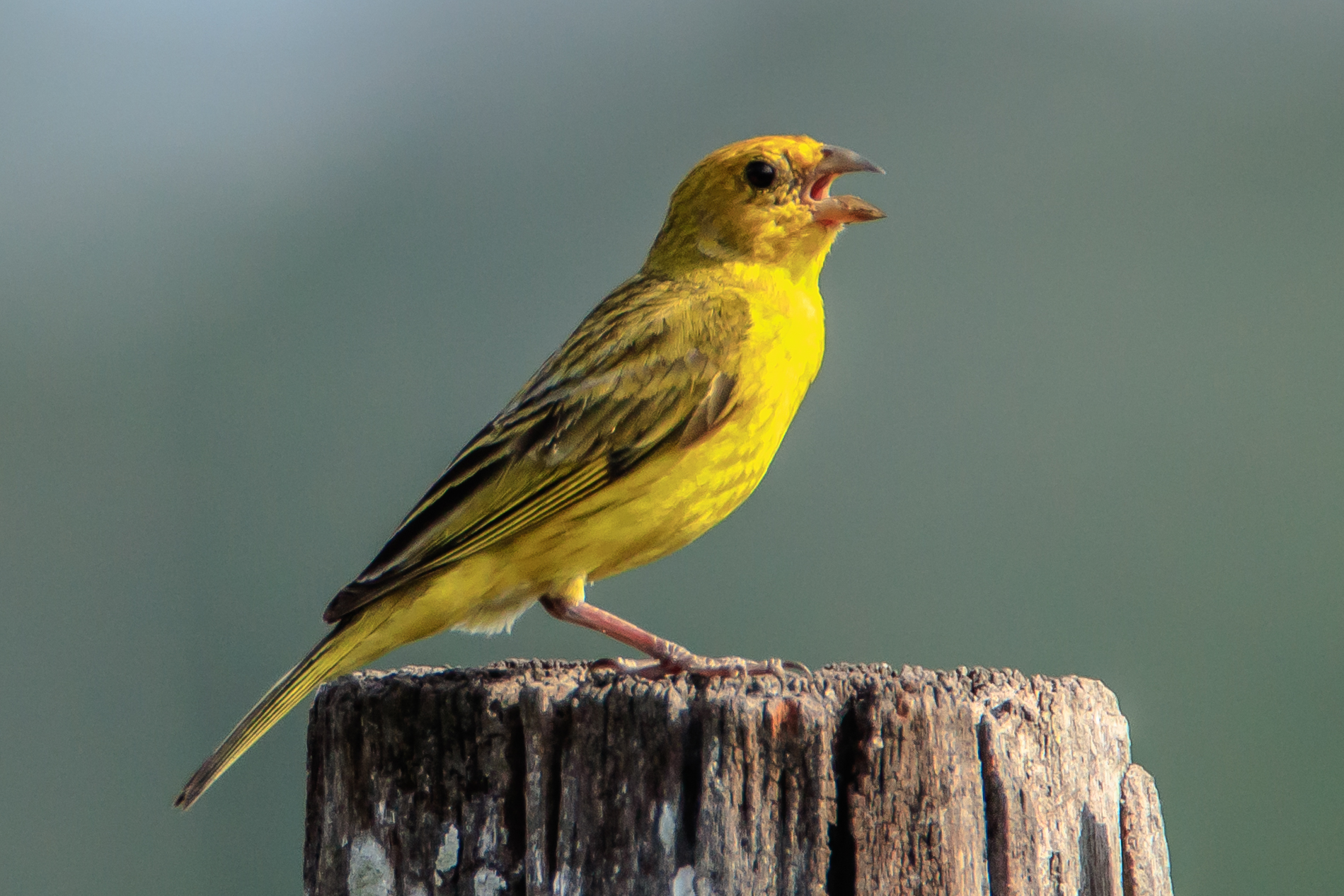
Macho en el Pantanal, este ejemplar carece de su corona naranja o es poco notoria, caso que no es extraño en la población pelzelni.